# Maupin (Oregon)
Maupin (korábban Hunts Ferry) az Amerikai Egyesült Államok északnyugati részén, Oregon állam Wasco megyéjében elhelyezkedő város. A 2020. évi népszámlálási adatok alapján 427 lakosa van.

## Története
Névadója Howard Maupin kompüzemeltető. A város az alapító William H. Staats javaslatára a Maupin Ferry nevet vette fel, amely 1909-ben Maupinra rövidült.

## Éghajlat
A város éghajlata mediterrán (a Köppen-skála szerint Csb).

## Népesség
A település népességének változása:

| 2010 | 418 |
| 2020 | 427 |

## Oktatás
A település iskoláinak fenntartója a Dél-Wasco megyei Tankerület.